# Bocana
Bocana é um gênero de traça pertencente à família Erebidae.

## Especias
- Bocana alpipalpalis  (Pagenstecher, 1884)
- Bocana linusalis  Walker, [1859]
- Bocana longicornis  Holloway, 2008
- Bocana manifestalis Walker, 1858
- Bocana marginata  (Leech, 1900)
- Bocana silenusalis  Walker, 1859
- Bocana umbrina  Tams, 1924